# Rezerwat przyrody Wąwóz Huzarów
Rezerwat przyrody Wąwóz Huzarów – leśno-florystyczny rezerwat przyrody w Gdańsku na obszarze Trójmiejskiego Parku Krajobrazowego, w kompleksie leśnym Lasów Oliwskich.
Został utworzony w 2005 r., powierzchnia wynosi 2,8 ha. Ochronie rezerwatu podlegają stanowiska podrzenia żebrowca, a także innych gatunków roślin rzadkich i chronionych (np. manna gajowa, przetacznik górski, narecznica szerokolistna (Dryopteris austriaca), narecznica samcza, narecznica krótkoostna (Dryopteris spinulosa), łuskiewnik różowy, zachyłka trójkątna, zachyłka oszczepowata, orlica pospolita, wietlica samicza (Athyrium filix-femina). Rzeźba terenu jest typowo górska, ponieważ rezerwat znajduje się w strefie krawędziowej moreny dennej. Najbliższe gdańskie osiedla to Brętowo i Niedźwiednik. Teren rezerwatu jest zarządzany przez Nadleśnictwo Gdańsk, nadzór sprawuje Regionalna Dyrekcja Ochrony Środowiska.
Znajduje się w pobliżu ulicy Słowackiego, do której można od niego dojść przemieszczając się na wschód zielono znakowanym Szlakiem Skarszewskim. Idąc w przeciwnym kierunku dotrzemy do Niedźwiedziej Doliny, gdzie przy rozdwojonej sośnie – pomniku przyrody numer 925 znajduje się rozdroże. Można stamtąd zejść doliną do osiedla Niedźwiednik lub, dalej idąc za zielonymi znakami (strome podejście), dotrzeć do Alei Brzozowej.